# Volotjaev dage
Volotjaev dage (russisk: Волочаевские дни) er en sovjetisk film fra 1937 af Georgij Vasiljev og Sergej Vasiljev.

## Medvirkende
- Varvara Mjasnikova som Masja
- Nikolaj Dorokhin som Andrej
- Lev Sverdlin som Usjujima
- Jurij Lavrov
- Boris Tjirkov